# تکنولوژی دریایی
تکنولوژی دریایی (انگلیسی: Marine technology)توسط WEGEMT (انجمن اروپایی متشکل از ۴۰ دانشگاه در ۱۷ کشور) به عنوان "فناوری برای استفاده ایمن، بهره برداری، حفاظت و مداخله در زیستگاه‌های دریایی" تعریف شده است.در این راستا، با توجه به WEGEMT، فناوری های درگیر در فناوری دریایی به شرح زیر است:معماری دریایی، پیشرانش دریایی، معماری دریایی، کشتی‌سازی و عملیات کشتی؛ اکتشاف، بهره برداری و تولید نفت و گاز؛ دینامیک سیالات، ناوبری، پشتیبانی از سطح دریا و زیرسطح، فناوری و مهندسی زیر آب؛ منابع دریایی (شامل منابع دریایی تجدیدپذیر و غیر قابل تجدید)؛ لجستیک، علم اقتصاد و ترابری؛ حمل و نقل داخلی، ساحلی،  ترابرد باری دریای کوتاه و دریای عمیق؛ حفاظت محیط زیست دریایی؛ اوقات فراغت و بی‌خطری.